# 天堂站
天堂站位于广东省云浮市新兴县天堂镇，1991年落成。距三水站137公里，茂名站173公里，隶属中国铁路广州局集团广东铁路有限公司管辖。现为五等站，不办理客货运业务。